# Die Maisinsel
Die Maisinsel (Originaltitel: Simindis kundsuli, georgisch: სიმინდის კუნძული) ist ein Filmdrama des georgischen Regisseurs Giorgi Owaschwili aus dem Jahr 2014. Der deutsche Kinostart war am 28. Mai 2015.

## Handlung
Der Fluss Enguri bildet in seinem Unterlauf die Grenze zwischen Abchasien und Georgien. Auf einer im Frühjahr entstanden temporären Flussinsel möchte ein alter abchasischer Bauer zusammen mit seiner Enkelin Mais säen und ernten. Nach einigen Tagen hat der alte Mann mit Hilfe seiner Enkelin ein Haus aus Holz errichtet und die beiden beginnen anschließend mit der Aussaat der Maiskörner. Von Zeit zu Zeit vernehmen Großvater und Enkelin Schüsse aus der Ferne. Außerdem fahren immer wieder patrouillierende abchasische und georgische Soldaten auf Booten an der Insel vorbei, die ein Auge auf die heranwachsende Enkelin werfen. Eines Tages entdeckt das junge Mädchen einen verletzten georgischen Soldaten im Maisfeld, den sie zusammen mit ihrem Großvater gesund pflegt. Der junge Soldat ist nach einigen Tagen so plötzlich fort, wie er gekommen war. Als der Großvater und seine Enkelin den Mais ernten wollen, zieht ein großes Unwetter heran. Während sich das junge Mädchen auf einem Boot zusammen mit etwas Mais retten kann, geht der alte Mann und mit ihm die gesamte Insel in den Fluten unter.

## Rezension
Wolfram Knorr attestiert den überwältigenden Bildern des Films „physische Intensität“. Es gebe kaum Dialoge, kaum Musik, sondern Geräusche der Natur – gestört durch Gewehrfeuer und Motorboote – zwar auf Distanz, aber potenziert bedrohlich. Die Bildgewalt sei derart gleichwohl minimalistisch. Es sei eine großartige Parabel auf den zeitgenössischen, seiner Sicherheit beraubten Menschen.

## Hintergrund
Aufgrund der angespannten politischen Lage konnte nicht am Fluss Enguri gedreht werden. Die Filmemacher errichteten eine eigene Insel in einem Stausee.

## Auszeichnungen
- Internationales Filmfestival Karlovy Vary 2014: Kristallglobus für den besten Film[4]
- Filmfestival Cottbus 2014: Publikumspreis.